# گره دهلیزی‌بطنی
گره دهلیزی-بطنی (به انگلیسی: Atrioventricular node) ساختاری تشریحی در سامانه هدایت الکتریکی قلب است که شبکه الکتریکی موجود در دهلیزها را به بطن‌ها متصل می‌کند.

## عملکرد
ارتباط الکتریکی دهلیز و بطن‌ها از طریق گره دهلیزی-بطنی برقرار می‌شود از این جهت هرگونه اختلال در این گره موجب اختلال در انتقال جریان الکتریکی به بطن‌ها شده و حتی در موارد شدید می‌تواند به بلوک قلبی کامل منجر شود. آسیب به این گره می‌تواند در طی سکته قلبی رخ دهد.

## سیستم هدایت الکتریکی قلب
جریان الکتریکی هر تپش قلب در نقطه‌ای از دهلیز راست قلب به نام گره سینوسی- دهلیزی ایجاد می‌گردد. جریان الکتریکی تولید شده٬ از راه مسیرهای هدایتی در قلب از گره دهلیزی-بطنی (AV node) گذشته و پس از یک تأخیر بسیار کوتاه، از طریق دسته هیس به دو مسیر شاخه دسته‌ای راست و چپ تقسیم و از راه فیبرهای پورکینژ به یاخته‌های اندوکاردیوم در آپکس یا نوک قلب، رسیده و در پایان به اپیکارد بطنی پایان می‌یابد که در مجموع سبب دپولاریزاسیون یاخته‌های قلب و انقباض آن‌ها می‌گردد.

## خونرسانی
خونرسانی اصلی گره از طریق شریان بین‌بطنی خلفی که شاخه‌ای از شریان کرونری راست است انجام می‌شود.